# Yen Pei-ling
Yen Pei-ling (chiń. trad. 顔佩玲; pinyin Yán Pèilíng; ur. 5 stycznia 1986) – tajwańska siatkarka grająca na pozycji rozgrywającej. Obecnie występuje w drużynie Taiwan Power.